# Teorema del cuadrilátero de Euler

El teorema del cuadrilátero de Euler o la ley de Euler sobre los cuadriláteros, llamada así debido al matemático suizo Leonhard Euler (1707-1783), describe una relación entre los lados de un cuadrilátero convexo y sus diagonales. Es una generalización de la ley del paralelogramo, que a su vez puede verse como una generalización del teorema de Pitágoras. Debido a esto último, la reformulación del teorema de Pitágoras en términos de cuadriláteros se denomina en ocasiones como el teorema de Euler-Pitágoras. 

## Teorema y casos especiales
Para un cuadrilátero convexo con lados {\displaystyle a,b,c} y {\displaystyle d}; diagonales {\displaystyle e} y {\displaystyle f}; y siendo {\displaystyle g} el segmento rectilíneo que conecta los puntos medios de las dos diagonales, se cumplen las siguientes ecuaciones: 
{\displaystyle a^{2}+b^{2}+c^{2}+d^{2}=e^{2}+f^{2}+4g^{2}}
Si el cuadrilátero es un paralelogramo, entonces los puntos medios de las diagonales coinciden, de forma que el segmento {\displaystyle g} tiene longitud 0. Además, los lados paralelos son de igual longitud, y en consecuencia, el teorema de Euler se reduce a: 
{\displaystyle 2a^{2}+2b^{2}=e^{2}+f^{2}}
expresión de la ley del paralelogramo. 
Si el cuadrilátero es un rectángulo, la ecuación se simplifica aún más, ya que en este caso las dos diagonales también tienen la misma longitud: 
{\displaystyle 2a^{2}+2b^{2}=2e^{2}}
Al dividir entre 2 se obtiene el teorema de Euler-Pitágoras: 
{\displaystyle a^{2}+b^{2}=e^{2}}
En otras palabras, en el caso de un rectángulo, la relación de los lados del cuadrilátero y sus diagonales se describe mediante el teorema de Pitágoras.

## Formulación alternativa y extensiones

Teorema de Euler en un paralelogramo

Euler originalmente dedujo el teorema anterior como corolario de un teorema ligeramente diferente, que requiere la introducción de un punto adicional, pero proporciona una visión más estructural. 
Para un cuadrilátero convexo dado {\displaystyle ABCD}, Euler introdujo un punto adicional {\displaystyle E}, tal que {\displaystyle ABED} forma un paralelogramo, y entonces se cumple la siguiente igualdad: 
{\displaystyle |AB|^{2}+|BC|^{2}+|CD|^{2}+|AD|^{2}=|AC|^{2}+|BD|^{2}+|CE|^{2}}
La distancia {\displaystyle |CE|} entre el punto adicional {\displaystyle E} y el punto {\displaystyle C} del cuadrilátero que no forma parte del paralelogramo, se puede interpretar como una medida de lo que se desvía el cuadrilátero de un paralelogramo, y {\displaystyle |CE|^{2}} es un término de corrección que debe agregarse a la ecuación original de la ley del paralelogramo.
Siendo {\displaystyle M} el punto medio de {\displaystyle AC}, entonces {\displaystyle {\tfrac {|AC|}{|AM|}}=2} . Ya que {\displaystyle N} es el punto medio de {\displaystyle BD}, también es el punto medio de {\displaystyle AE}, dado que {\displaystyle AE} y {\displaystyle BD} son ambas diagonales del paralelogramo {\displaystyle ABED}. Esto implica que {\displaystyle {\tfrac {|AE|}{|AN|}}=2} y por lo tanto, {\displaystyle {\tfrac {|AC|}{|AM|}}={\tfrac {|AE|}{|AN|}}} . De este hecho se sigue de acuerdo con el teorema de intercepción (y su inverso) que {\displaystyle CE} y {\displaystyle NM} son paralelos, y que por lo tanto, {\displaystyle |CE|^{2}=(2|NM|)^{2}=4|NM|^{2}}, expresión del teorema de Euler.
El teorema de Euler se puede extender a un conjunto más grande de cuadriláteros, que incluye los cruzados y los alabeados. Es válido para los llamados cuadriláteros generalizados, que consisten simplemente en cuatro puntos arbitrarios en {\displaystyle \mathbb {R} ^{n}} conectados por aristas para que formen el grafo de un ciclo.